# Hubert Nyssen
Hubert Nyssen, nacido el 11 de abril de 1925 en Bruselas, naturalizado francés en 1976, y fallecido el 12 de noviembre de 2011 en Paradou, fue un escritor y editor francés de origen belga. Fue el fundador de la editorial Actes Sud. Padre de Françoise Nyssen, ministra de Cultura bajo la presidencia de Emmanuel Macron.

## Obras

### Novelas y cuentos
- Le Nom de l'arbre, Grasset, 1973. Passé-Présent n.º 53, Babel n.º 435.
- La Mer traversée, Grasset, 1979. Prix Méridien.
- Des arbres dans la tête, Grasset, 1982. Grand Prix du roman de la société des gens de lettres.
- Éléonore à Dresde, Actes Sud, 1983. Prix Valéry-Larbaud, prix Franz-Hellens. Babel n.º 14.
- Les Rois borgnes, Grasset, 1985. Prix de l'Académie française. J'ai Lu n.º 2770.
- Les Ruines de Rome, Grasset, 1989. Babel n.º 134.
- Les Belles Infidèles, Actes Sud (Polar Sud), 1991. Corps 16, 1997.
- La Femme du botaniste, Actes Sud, 1992. Babel n.º 317.
- L'Italienne au rucher, Gallimard, 1995. Grand prix de l'Académie française. Babel n.º 664 sous le titre La leçon d'apiculture.
- Le Bonheur de l'imposture, Actes Sud, 1998. Grands caractères, 1999.
- Quand tu seras à Proust la guerre sera finie, Actes Sud, 2000.
- Zeg ou les Infortunes de la fiction, Actes Sud, 2002.
- Pavanes et Javas sur la tombe d'un professeur, Actes Sud, 2004.
- Les Déchirements, Actes Sud, 2008.
- L'Helpe mineure, Actes Sud, 2009.
- Dits et Inédits, Actes Sud, 2012.

### Ensayos
- Les Voies de l'écriture, Mercure de France, 1969.
- L'Algérie, Arthaud, 1972.
- Lecture d'Albert Cohen, Actes Sud, 1981. Nouvelle édition, 1988.
- L'Éditeur et son double, Actes sud, Vol. I : 1988 ; vol II : 1990 ; vol. III : 1996.
- Du texte au livre, les avatars du sens, Nathan 1993.
- Éloge de la lecture, Les Grandes Conférences, Fides, 1997.
- Un Alechinsky peut en cacher un autre, Actes Sud, 2002.
- Variations sur les variations, Actes Sud, 2002.
- Sur les quatre claviers de mon petit orgue : lire, écrire, découvrir, éditer, Leméac / Actes Sud, 2002.
- Lira bien qui lira le dernier : lettre libertine sur la lecture, Labor / Espace de libertés, 2004 (page consacrée au livre sur le site de l'éditeur). Babel n°705.
- La Sagesse de l'éditeur, L'Œil neuf éditions, 2006.
- Neuf causeries promenades, Leméac / Actes Sud, 2006.
- Le mistral est dans l'escalier, journal de l'année 2006, Leméac / Actes Sud, 2007.
- L'Année des déchirements, journal de l'année 2007, Leméac / Actes Sud 2008.
- Ce que me disent les choses, journal de l'année 2008, Leméac / Actes Sud 2009.
- À l'ombre de mes propos, journal de l'année 2009, Actes Sud 2010.

### Poemas
- Préhistoire des estuaires, André de Rache, 1967.
- La Mémoire sous les mots, Grasset, 1973.
- Stèles pour soixante-treize petites mères, Saint-Germain-des-Près, 1977.
- De l'altérité des cimes en temps de crise, l'Aire, 1982.
- Anthologie personnelle, Actes Sud, 1991.
- Eros in trutina, Leméac / Actes Sud.

### Opera y teatro
- Mille ans sont comme un jour dans le ciel, Actes Sud, 2000.
- Le Monologue de la concubine, Actes Sud, 2006.
- L'Enterrement de Mozart + CD, Actes Sud / Musicatreize, 2008.

### Para los niños
- L'Étrange Guerre des fourmis, Actes Sud Junior, 1996. Réédition au format de poche, janvier 2008.
- Le Boa cantor, Actes Sud Junior, 1996. Versión + CD, 2003.
- Un point c'est tout, Actes Sud Junior, 1999.
- L'Histoire du papillon qui faillit bien être épinglé + CD, Actes Sud Junior, 2002

### Estudios sobre su obra y actividad editorial
- Pascal Durand (dir.), L'Écrivain et son double : Hubert Nyssen, Liège/Arles, CELIC, Actes Sud, 2006.
- Jacques De Decker, Le Dossier Hubert Nyssen, Bruxelles, Le Cri/Académie royale de langue et de littérature françaises, 2012.
- Benoît Denis et Pascal Durand, « Postface, Éléments biographiques et Repères bibliographiques », dans Hubert Nyssen, Le Nom de l'arbre, Bruxelles, Communauté française de Belgique, coll. Espace Nord, n.º 316, 2013.